# Бреаль (Манш)
Бреаль (фр. Bréhal) — коммуна на северо-западе Франции, находится в регионе Нормандия, департамент Манш, округ Авранш, центр одноименного кантона. Расположена в 44 км к юго-западу от Сен-Ло и 94 км к югу от Шербур-ан-Котантена, на побережье Ла-Манша в месте впадения в него реки Ла-Ванле. Часть территории коммуны занимает аэродром Гранвиль-Мон-Сен-Мишель.
Население (2018) — 3 348 человек. 

## История
Жители Бреаля в 1099 году участвовали в Первом крестовом походе и взятии Иерусалима. Спустя 150 лет они были среди участников штурма Дамьетты и Битве при Эль-Мансуре. Город пострадал во время Религиозных войн, поскольку гугеноты сделали расположенную рядом с ним деревню Шанлу своей опорной базой в регионе. 
В XIX веке Бреаль получил выход к морю после того, как слился в одну коммуну с расположенной на побережье деревней Сен-Мартен-ле-Вьё. В 50-х годах XIX века, после появления моды на морские купания и расцвета курортов Довиль и Трувиль, власти города вложили средства в создание курортной инфраструктуры в прибрежной части коммуны, переименованной после объединения в Сен-Мартен-де-Бреаль. 

## Достопримечательности
- Руины церкви Сен-Мартен-ле-Вьё XI-XII веков
- Церковь Нотр-Дам
- Песчаный пляж и объекты курортной инфраструктуры в Сен-Мартен-де-Бреаль

## Экономика
Основой экономики Бреаля на протяжении веков была деятельность, связанная с морем (рыбная ловля, собирание моллюсков и др.), и сельское хозяйство. С XIX века растет доля туризма.
Структура занятости населения:
- сельское хозяйство — 2,6 %
- промышленность — 6,1 %
- строительство — 13,5 %
- торговля, транспорт и сфера услуг — 42,0 %
- государственные и муниципальные службы — 35,8 %

Уровень безработицы (2018) — 12,7 % (Франция в целом —  13,4 %, департамент Манш — 10,4 %). 

Среднегодовой доход на 1 человека, евро (2018) — 22 330 (Франция в целом — 21 730, департамент Манш — 20 980).

## Демография
Динамика численности населения, чел.

## Администрация
Пост мэра Бреаля с 2014 года занимает член партии Республиканцы Даниэль Лекюрёй (Daniel Lécureuil). На муниципальных выборах 2020 года возглавляемый им список победил в 1-м туре, получив 55,54 % голосов.
| Период | Период | Фамилия         | Партия                  | Примечания                   |
| ------ | ------ | --------------- | ----------------------- | ---------------------------- |
| 1959   | 1989   | Мишель Клеро    |                         | страховщик                   |
| 1989   | 1995   | Андре Клеман    |                         | преподаватель физкультуры    |
| 1995   | 2014   | Жюль Перье      | Социалистическая партия | работник системы образования |
| 2014   |        | Даниэль Лекюрёй | Республиканцы           | бухгалтер                    |

## Галерея

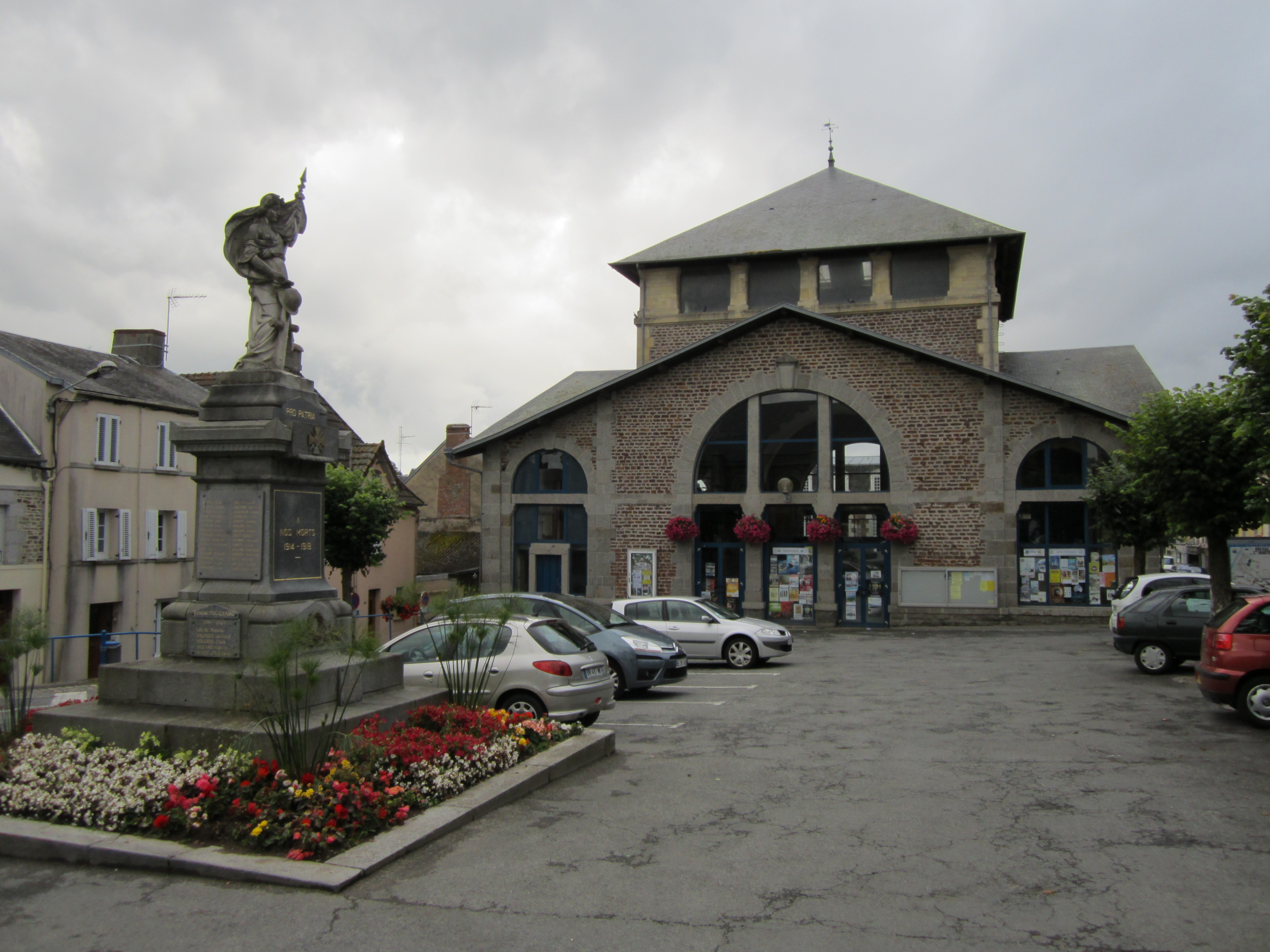
Площадь перед галлами XIX века
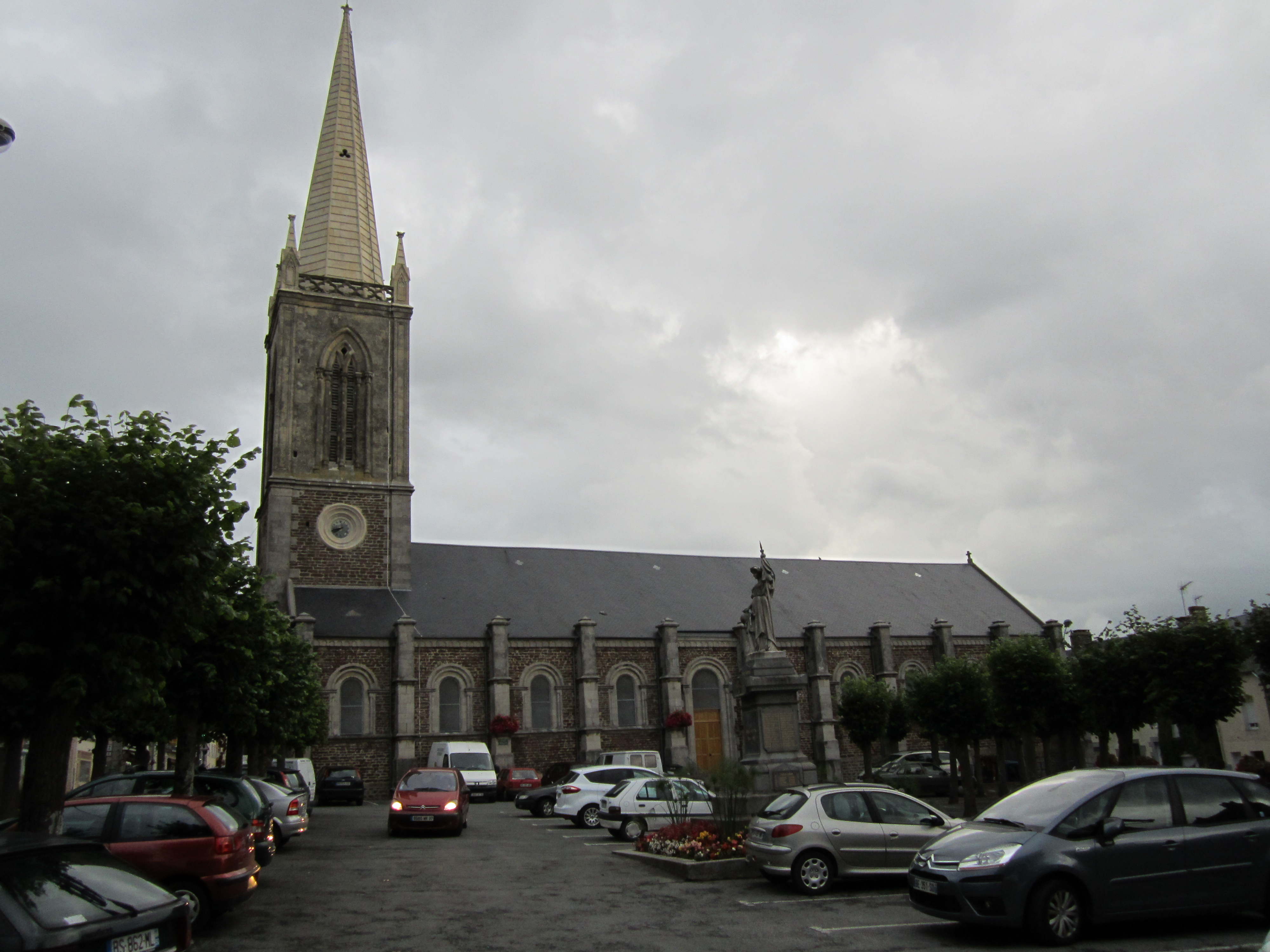
Церковь Нотр-Дам
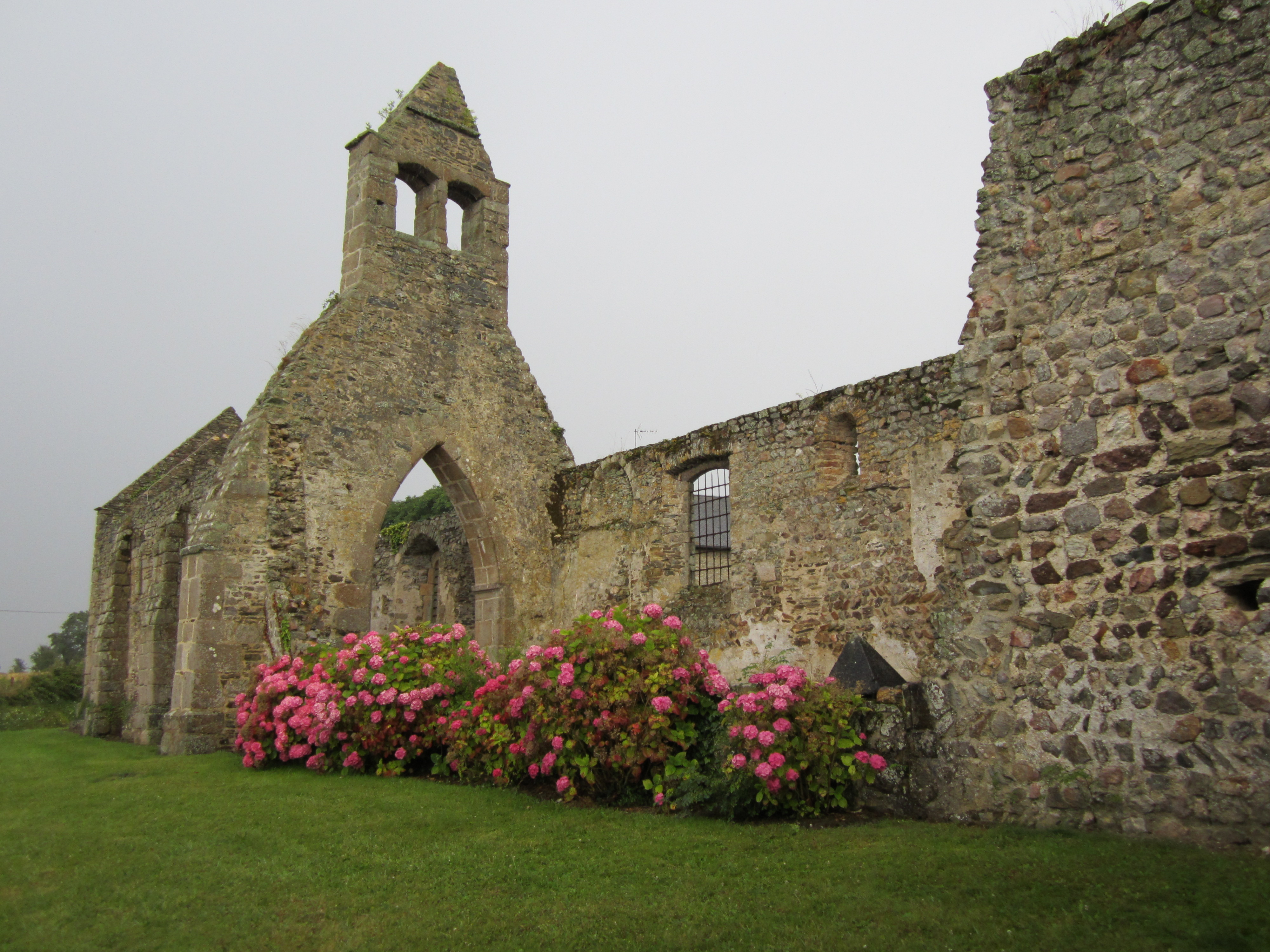
Руины церкви Сен-Мартен-ле-Вьё